# Narathiwat (tỉnh)
Narathiwat (tiếng Thái: นราธิวาส, phát âm [nā.rāː.tʰí.wâːt], phiên âm: Na-ra-thi-vát) là một tỉnh miền Nam của Thái Lan. Tỉnh này giáp các tỉnh (từ phía tây theo chiều kim đồng hồ) sau: Yala và Pattani. Phía Nam giáp biên giới với bang Kelantan và Perak của Malaysia.
Tên gọi Narathiwat có nghĩa là Nơi sinh sống của người tốt.

## Địa lý
Tỉnh này nằm bên bờ biển của vịnh Thái Lan, trên bán đảo Malay.
Tọa độ: 6°12′B 101°43′Đ / 6,2°B 101,717°Đ

## Lịch sử
Về mặt lịch sử, Pattani đã là trung tâm của vương quốc Pattani bán độc lập của Malay nhưng là chư hầu của vương quốc Sukhothai và vương quốc Ayutthaya. Sau khi Ayutthaya sụp đổ năm 1767 Pattani giành được độc lập hoàn toàn, nhưng dưới triều vua Rama I nó bị nằm dưới ách thống trị của người vua Xiêm. Năm 1909, nó bị người Xiêm sáp nhập thành một phần của hiệp ước Anh-Xiêm năm 1909 với đế quốc Anh. Cả Yala và Narathiwat nguyên là một phần của Pattani, nhưng đã được tách thành hai tỉnh riêng.
Có một phong trào ly khai ở đây, sau nhiều năm im lìm đã bùng phát năm 2004. Mối bất bình đã bùng phát về thành kiến lâu đời và phân biệt đối xử của tín đồ Đạo Phật và Hồi Giáo bao gồm cả đàn áp việc sử dụng chữ viết địa phương và các cuộc lễ tôn giáo. Các cuộc bạo loạn đã nổ ra bao gồm các cuộc đánh bom. Các cuộc bạo loạn này vẫn chưa được thế giới Hồi Giáo hậu thuẫn nhưng lại được những người Malay láng giềng hợp tác.

## Cơ cấu dân số
Narathiwat là một trong 4 tỉnh Thái Lan có đa số dân Hồi Giáo, 82% dân số là tín đồ Hồi Giáo, 17,9% là tín đồ Phật giáo. 80.4% nói tiếng Malay.

## Biểu tượng
|  | Con dấu của tỉnh có hình một thuyền buồm và một con voi trắng trên cánh buồm. Voi trắng là biểu tượng của hoàng gia Thái Lan, và được khắc vào con dấu để kỷ niệm sự kiện con Phra Sri Nararat Rajakarini được bắt tại đây và dâng cho vua Thái. Biểu tượng của tỉnh là quả bòn bon (Lansium domesticum), cây biểu trưng của tỉnh là Neobalanocarpus heimii và hoa biểu trưng là Odontadenia macrantha. |

## Các đơn vị hành chính
Narathiwat có 13 huyện (amphoe) chia ra 77 xã (tambon) và 551 làng (muban).
| 1. Mueang Narathiwat 2. Tak Bai 3. Bacho 4. Yi-ngo 5. Ra-ngae 6. Rueso 7. Si Sakhon | 1. Waeng 2. Sukhirin 3. Su-ngai Kolok 4. Su-ngai Padi 5. Chanae 6. Cho-airong |